# Vashegy (Románia)
Vashegy (románul Dealu Ferului) falu Romániában, Erdélyben, Fehér megyében. Közigazgatásilag Alvinc községhez tartozik.
A  DJ 107A megyei úton közelíthető meg.
Az 1956-es népszámlálás előtt Alvinc része volt. 1956-ban 179, 1966-ban 101, 1977-ben 82, 1992-ben 53 román lakosa volt, 2002-ben pedig 47 román és egy magyar.